# Império Durrani
O Império Durrani (em pastó: د درانیانو واکمني), também conhecido como o Império Afegão) foi uma dinastia pastó centrada no atual Afeganistão que incluía o nordeste do atual Irã, a região da Caxemira, o estado moderno do Paquistão e o noroeste da Índia. Foi estabelecido no ano de 1747, em Candaar, por Amade Xá Durrani, o chefe da tribo Abdali e comandante militar afegão ao serviço do xá persa afexárida Nader Xá. Após a morte de Amade Xá por volta de 1773, o emirado foi passado para seus filhos e seguido por seus netos, e a sua capital foi transferida para Cabul. Amade Xá e seus descendentes eram da linha Sadozai dos Abdalis (posteriormente denominada Durranis), tornando-se o segundo governante astó de Candaar, após os Guilzais Hotaquis.
Com o apoio de líderes tribais, Amade Xá Durrani estendeu o controle afegão de Mexede a Caxemira e Deli, desde o Amu Dária até ao mar da Arábia. Ao lado do Império Otomano, o Império Durrani foi o maior império muçulmano na segunda metade do século XVIII. O Império Durrani é considerado a fundação do atual estado do Afeganistão, com Amade Xá Durrani sendo creditado como o "Pai da Nação". Ainda antes da morte de Nader Xá, em 1747, as tribos em torno da região Indocuche tinham vindo a tornar-se mais fortes e estavam começando a tirar proveito do poder em declínio de seus governantes distantes.